# L'ultimo dei Winnebago
L'ultimo dei Winnebago (The Last of the Winnebagos) è un romanzo breve di fantascienza della scrittrice statunitense Connie Willis, pubblicato nel 1988.

## Storia editoriale
Il romanzo breve è stato pubblicato per la prima volta nel luglio del 1988 nella rivista Asimov's Science Fiction; nel 1989 l'opera ha vinto il Premio Hugo per il miglior romanzo breve, il Premio Nebula per il miglior romanzo breve e lo Science Fiction Chronicle Readers Poll, classificandosi al secondo posto al Premio Locus per il miglior romanzo breve. Nel 2005 è stato candidato al Premio Seiun come miglior racconto straniero pubblicato in Giappone.
In Italia il romanzo è stato pubblicato per la prima volta nel 1991 nell'antologia I Premi Hugo 1984-1990.

## Edizioni
- (EN) Connie Willis, Asimov's Science Fiction, n. 132, New York, Davis Publications, luglio 1988.
- (HR) Connie Willis, Posljednji Winnebago, in Sirius, traduzione di Sonja Lovasić, n. 163/164, Zagabria, Vjesnik, dicembre 1989.
- (PT) Connie Willis, O Último dos Winnebagos, in Isaac Asimov Magazine, n. 11, Rio de Janeiro, Record, 1991.
- (DE) Connie Willis, Der letzte Winnebago, in Heyne Science Fiction Jahresband 1991, traduzione di Irene Bonhorst, n. 4770, Heyne Science Fiction & Fantasy, Monaco di Baviera, Heyne, febbraio 1991, ISBN 978-3-453-04477-7.
- Connie Willis, L'ultimo dei Winnebago, in Piergiorgio Nicolazzini (a cura di), I Premi Hugo 1984-1990, traduzione di Michela Cane e Franca Invernizzi, Grandi Opere Nord, n. 20, Milano, Editrice Nord, 1991.
- (FR) Connie Willis, La dernière caravane, in Futurs tous azimuts, traduzione di Maryvonne Ssossé, n. 5375, Presses Pocket - Science Fiction, Parigi, Presses Pocket, febbraio 1992, ISBN 978-2-266-04271-0.
- (FR) Connie Willis, Le dernier des Winnebago, in Aux confins de l'étrange, traduzione di Jean-Pierre Pugi, n. 3975, J'ai Lu - Science Fiction, Parigi, J'ai Lu, giugno 1995, ISBN 978-2-277-23975-8.
- (ES) Connie Willis, El último de los Winnebago, in El último de los Winnebago / Enemigo mío, traduzione di Domingo Santos, n. 3, El Doble de Ciencia Ficción, Madrid, Robel, luglio 2004, ISBN 978-84-96232-22-8.
- Connie Willis, L'ultimo dei Winnebago, traduzione di Roberto Chiavini, Odissea Fantascienza, n. 29, Milano, Delos Books, ottobre 2008, ISBN 9788895724324.